# جیمز بوریل، جونیور
جیمز بوریل، جونیور (به انگلیسی: James Burrill, Jr.) سناتور سابق عضو حزب فدرالیست (آمریکا) بود. وی در سال ۱۸۱۷ تا ۱۸۲۰ میلادی سناتور ایالت رود آیلند در سنای ایالات متحده آمریکا بود.